# Улица Софии Русовой (Чернигов)
Улица Софии Русовой (укр. Вулиця Софії Русової) — улица в Деснянском районе города Чернигова. Пролегает от проспекта Мира — площади Дружбы Народов до улицы Мстиславская, исторически сложившаяся местность (район) Ковалёвка. 
Примыкает улица Пятницкая.

## История
Улица проложена в 1-й половине 19 века. Улица Борковского обозначена на «Плане города Чернигова 1908 года». Согласно плану города 1908 года, улица была тупиковой между современными улицами Мстиславская и Гончая. Застройка началась от Шоссейной улицы. В 1-й половине 20 века улица была продлена на восток в направлении реки Стрижень к современной Гончей улице. 
В 1927 году улица Борковского — в честь черниговского полковника Войска Запорожского Василия Касперовича Дунина-Борковского — переименована на улица 9 Января — в память о 9 января 1905 года «Кровавом воскресенье».  
Конец улицы (длиной 280 м) между улицами Мстиславская и Гончая в конце 1980-х годов был ликвидирован и застроен кварталом многоэтажной жилой застройки. Начало улицы также было преобразовано — созданы площадь Дружбы народов и бульварная часть современного проспекта Мира — с сохранением нумерации, начинается с №№ 5 и 6.  
31 января 2007 года улица получила современное название — в честь украинского педагога, прозаика, литературоведа и общественного деятеля Софии Фёдоровны Русовой, согласно решению Черниговского городского совета от 1 ноября 2006 года.

## Застройка
Улица пролегает в северо-восточном направлении параллельно улице Гоголя — к реке Стрижень. 
Улица с проспектом Мира и улицей Вячеслава Черновола образовывает площадь Дружбы Народов.
Начало улицы парная и непарная стороны заняты усадебной застройкой, конец улицы (после примыкания Пятницкой улицы) — многоэтажной (9-этажные дома) жилой и частично усадебной застройкой. 
|                                                                         |                                                              |                                                     |                                                                                       |
| начало улицы: справа исторические дома №№ 11 (деревянный), далее 13, 15 | начало улицы: справа исторические дома №№ 13, 15 (кирпичные) | начало улицы — в направлении площади Дружбы народов | после примыкания Пятницкой улицы: справа исторические дома №№ 21/77 и 23 (деревянные) |

Здесь селились преимущественно люди среднего достатка, которые возводили небольшие одноэтажные дома с горизонтальной линией карнизов (№№ 15, 19, 21/77, 23, 25, 26) или двумя декоративными фронтонами по краям главного фасада (№№ 11, 12, 17, 20). Дома №№ 17, 19, 20, 26 не сохранились. Чередования различных фасадов придаёт силуэту застройки своеобразного волнообразного движения. Среди деревянных домов выделяются два кирпичных (№№ 13 и 15). Первый имеет центрично-осевую композицию главного и боковых фасадов с треугольными фронтонами и полуцыркулярными оконными створами в них, украшенными с боков полуколоннами. Второй — пример здания на «жилых погребах» — имеет цокольный этаж разрезанный 7 лучковой формы оконными створами, а первый этаж исходя к внутреннему планированию разделён на 2, 1 и 4 окна пилястрами. 
Учреждения: нет. 
Есть ряд значимых и рядовых исторических зданий, что не являются памятниками архитектуры или истории: усадебные дома №№ 9, 11, 12, 13, 15, 21/77, 23.